# ローイリ・ポルト・サン・パーオロ
ローイリ・ポルト・サン・パーオロ（イタリア語: Loiri Porto San Paolo）は、イタリア共和国サルデーニャ自治州サッサリ県にある、人口約3,500人の基礎自治体（コムーネ）。

## 地理

### 位置・広がり

#### 隣接コムーネ
隣接するコムーネは以下の通り。
- モンティ
- オルビア
- パドル
- サン・テオドーロ

## 行政

### 分離集落
ローイリ・ポルト・サン・パーオロには、以下の分離集落（フラツィオーネ）がある。
- Enas, Su Canale (condivisa con i comuni di Monti, Telti e Olbia), Zappallì, La Sarra, Monti Littu, Azzanì, Azzanidò, Trudda, La Castagna, Santa Giusta, Ovilò, Vaccileddi, Monte Petrosu